# Rainer Neumann (Politiker)

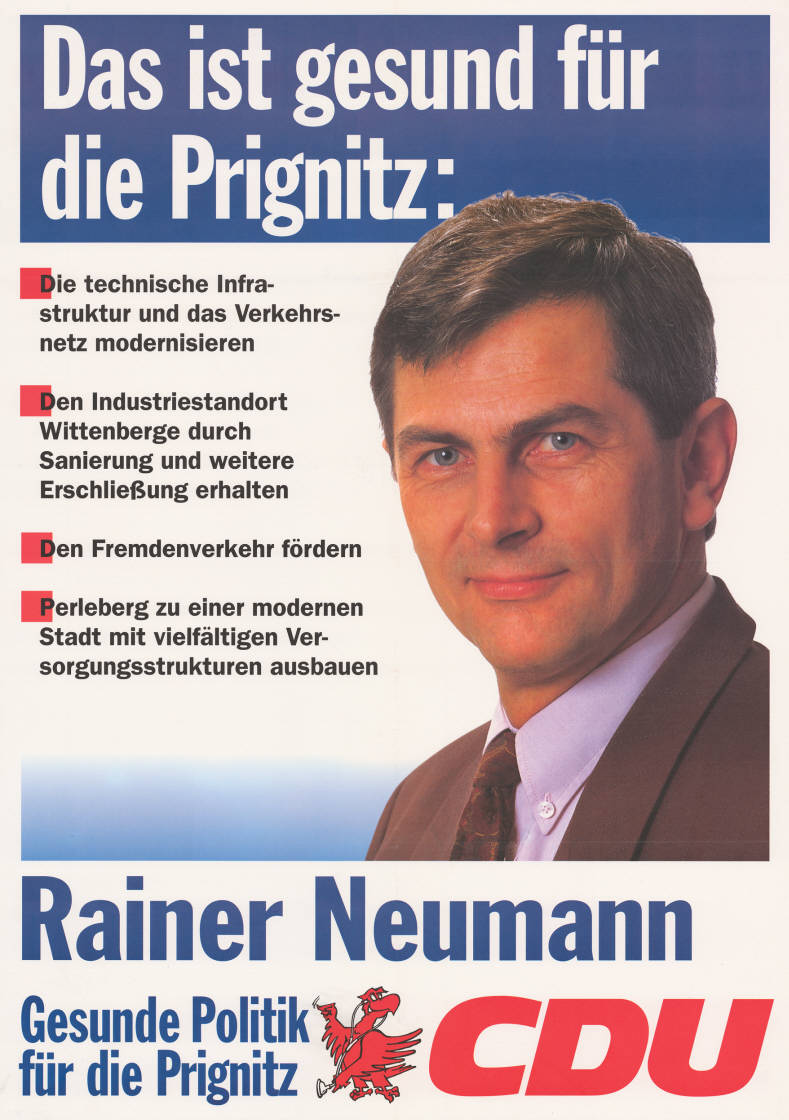
Kandidatenplakat zur Landtagswahl in Brandenburg 1994

Rainer Neumann (* 30. Oktober 1949 in Legde) ist ein deutscher Politiker (CDU).

## Leben und Beruf
Neumann machte zunächst eine Berufsausbildung als Schlosser und Ingenieur. Er studierte dann von 1981 bis 1985 Staats- und Rechtswissenschaften. Er war dann als Geschäftsführer eines Hotel- und Restaurantbetriebs tätig. Neumann ist verheiratet und Vater von vier Kindern.

## Politik
Bis 1993 war Neumann Kreistagsabgeordneter in Perleberg. Bei der Landtagswahl in Brandenburg 1994 unterlag er zwar als Direktkandidat im Wahlkreis 1 (Prignitz I) gegen Dagmar Ziegler von der SPD, zog aber über die Landesliste der CDU in den brandenburgischen Landtag ein. Bei der Wahl im Jahr 1999 ging der Wahlkreis wieder an Dagmar Ziegler, Neumann wurde wieder über die Liste in den Potsdamer Landtag gewählt. Bei der Wahl im Jahr 2004 trat Neumann wieder im Wahlkreis Prignitz I an, schaffte es aber weder als Direkt- noch als Listenkandidat für eine dritte Legislaturperiode in den Landtag. Er war Abgeordneter vom 11. Oktober 1994 bis zum 13. Oktober 2004. Von 1994 bis 1999 war er Vorsitzender des Rechtsausschusses des Landtags, von 1999 bis zu seinem Ausscheiden aus dem Landtag war er Mitglied des Ausschusses für Stadtentwicklung, Wohnen und Verkehr.
Neumann setzte sich 2005 in einer parteiinternen Kampfabstimmung gegen Siegbert Meseck durch und wurde bei der Bundestagswahl von der CDU als Kandidat im Wahlkreis 56 Prignitz – Ostprignitz-Ruppin – Havelland I nominiert. Er blieb jedoch mit 23,5 % der Stimmen hinter den Kandidaten von SPD und Die Linke zurück. Auch auf Platz 6 der CDU-Landesliste, wo Neumann zugleich aufgestellt war, verpasste er den Einzug in den Bundestag.